# Bethóc de Escocia
Bethóc ingen Maíl Coluim meic Cináeda fue la primogénita de Máel Coluim mac Cináeda, rey de los escoceses, y la madre de su sucesor, Duncan I.

## Biografía
Bethóc fue la primogénita y heredera de Malcolm II de Escocia, del que no se tiene constancia que tuviera hijos varones. Hacia el año 1000, se casó con el abad Crínán de Dunkeld, y juntos tuvieron un heredero, Duncan I. A Crínán se le han atribuido otros hijos, que podría haberlos tenido con Bethóc: Maldred, señor de Allerdale, se casó con Ealdgyth, hija de Uhtred el Audaz y antepasada de los condes de Dunbar; y una hija (cuyo nombre se desconoce), que fue la madre del conde Moddan de Caithness.
Su heredero, Duncan (también conocido como Donnchad), sucedió a su abuelo como rey de Alba en 1034.
Bethóc tuvo dos hermanas pequeñas: Donada, que se casó con Findláech mac Ruaidrí, mormaer de Moray y fue la madre de Macbeth; y Olith, que se casó con Sigurd Hlodvirsson, conde de las Orcadas y fue la madre de Thorfinn el Poderoso. Algunos autores antiguos han asegurado que Máel Coluim también designó a Donnchad como sucesor suyo de acuerdo a las normas de la tanistry, porque existían otros posibles pretendientes al trono.